# Владимир Атанасов
Владимир Атанасов е български литературен историк, професор, политик от Национално движение „Симеон Втори“.

## Биография
Владимир Атанасов Атанасов е роден на 21 септември 1955 г. в София. Завършва българска филология в Софийския държавен университет. До 1986 г. е учител по български език и литература. В Катедрата по методика към Факултета по славянски филологии на Софийския университет преподава от 1986 г. През 2000 г. получава научно-образователната степен „доктор“ с дисертация на тема „Поезията на Никола Вапцаров – митове, структури, прочити“, от 2002 г. е хабилитиран доцент по Методика на обучението по литература, а от 2014 г. – професор по Педагогика на обучението по литература. Води лекционни курсове по методика на литературното образование и курс по „Образование и мултикултурализъм“.
От 1999 г. е главен редактор на научно-методическото списание „Български език и литература“. Член на Сдружението на българските писатели (от 1991). Има над 70 публикации в специализирания печат. Интересите му са насочени към литературната история и критика, политики, организация, отношението между половете и мултикултурния диалог в образованието, както и в областта на двустранната и многостранна дипломация по отношение на Западните Балкани.
Участвал е като организатор в няколко дарителски акции, най-голямата от които е „Светът за Дарфур“ под егидата на президента на Словения.
В периода 2001–2003 г. е министър на образованието и науката, а от 2004 до 2008 г. – посланик в Р Словения.

## Признание и награди
Удостоен със:
- Златен почетен знак на ЦРЧР към МОМН за принос в устойчиво развитие на европейските образователни програми в България
- Почетен знак на министъра на културата на Италия за принос в евроинтеграцията (2002)
- Почетен знак на министъра на външните работи на България за принос в присъединяването към ЕС (2007)

### Автор
- „Символни полета в българската литература“. София: Фенея, 1995, 144 стр.
- „Теми и прочити на българската литература“. София: Дамян Яков, 1999, 200 стр.
- „Как да пишем съчинение“ (1999)
- „Техники на писането“ (2000)
- „Никола Вапцаров в света на постмодерната комуникация“. София: Просвета, 2009, 394 стр.

### Съставител
- сборник „Литература и образование“ (1999),
- антология „Никола Вапцаров. Моторни песни“ (2000).

### В съавторство
Съавтор на книгата „Българската литература – диалогични прочити“ (1994), на учебниците по литература за 7., 8., 10., 11., 12. клас и книги за учителя (1996-2001), както и на учебното помагало „Как да пишем отговор на литературен въпрос?“ (1998).

### За него
- „Образование и медии. Сборник в чест на проф. д-р Владимир Атанасов“. София: Просвета, 2020, 566 стр.